# L'Incident Jésus
Ne doit pas être confondu avec L'Affaire Jésus.
L’Incident Jésus (titre original : The Jesus Incident) est le deuxième volet du cycle Programme conscience. Il est écrit en 1979 par Bill Ransom et Frank Herbert, qui en avait écrit seul le premier tome : Destination vide (Destination : Void), en 1966.
Ce roman fait suite au précédent, mais sous un autre angle d’approche, plus teinté de religiosité.

## Voir également
- Turquoise Days d’Alastair Reynolds, pour les similitudes entre les léctrovarechs de la planète Pandore dans L’Incident Jésus et les Schèmes Mystifs de Turquoise.